# Гуль, Хамид
Хамид Гуль (урду حمید گل‎, англ. Hamid Gul; 20 ноября 1936, Саргодха, Британская Индия — 15 августа 2015, Мурри, Пенджаб) — генерал сухопутных войск Пакистана и военный аналитик. С 1987 по 1989 год занимал должность генерального директора Межведомственной разведки, главной разведывательной службы Пакистана. Во время пребывания на этом посту Хамид Гуль сыграл важную роль в оказании поддержки афганским повстанцам против вооружённых сил СССР во время Афганской войны, в сотрудничестве с ЦРУ.
С 1989 года Хамид Гуль организовал увеличение масштабов тайной поддержки кашмирских националистических группировок против индийского присутствия в спорном регионе Кашмир, что стало новым направлением действия после окончания Афганской войны. Хамид Гуль считался «крёстным отцом» пакистанской геостратегической политики. Бывший директор Отдела исследований и анализа Амарджит Сингх Дулат назвал Хамида Гуля самым печально известным главой Межведомственной разведки в глазах Индии. После эскалации боевых действий в Кашмире и восстания талибов в Афганистане, Хамид Гуль обвинялся Соединёнными Штатами Америки и Индией в связях с исламскими террористическими группами, в частности с «Аль-Каидой» и «Лашкаре-Тайба».
В 1988 году Хамид Гуль участвовал в создании консервативного политического альянса «Ислами Джамхури Иттехад», который противодействовал Пакистанской народной партии (ПНП) премьер-министра Беназир Бхутто.
15 августа 2015 года скончался после кровоизлияния в мозг.

## Ранний период жизни
Родился 20 ноября 1936 года в Саргодхе, Пенджаб, Британская Индия. Получил начальное образование в своём городе. Затем поступил в Правительственный колледж Лахора, который бросил, а затем продолжил обучение в Пакистанской военной академии. Его семья была пуштунами из Пенджаба и принадлежала к племени Юсуфзай, которое происходило из Свата.

## Армейская карьера
В октябре 1956 года поступил на службу в танковый корпус сухопутных войск Пакистана. В 1965 году был командиром эскадрона во время Второй индо-пакистанской войны. С 1968 по 1969 год проходил обучение в Кветтаском командно-штабном колледже. С 1972 по 1976 год Хамид Гуль служил под командованием генерала Мухаммада Зия-уль-Хака. Затем возглавил директорат военной разведки, а затем президент Мухаммед Зия-уль-Хак назначил его на должность директора Межведомственной разведки, сменив генерала Ахтара Абдура Рахмана в марте 1987 года. В августе 1991 года генерал Асиф Наваз возглавил сухопутные войска страны и перевёл Хамида Гуля на должность генерального директора военной корпорации «Heavy Industries Taxila». Хамид Гуль отказался выполнить распоряжение о переводе и был уволен с военной службы.

## Генеральный директор Межведомственной разведки (1987—1989)

### Афганистан и война
Хамид Гуль возглавлял Межведомственную разведку в годы Афганской войны, он планировал и отвечал за исполнение операции по захвату Джелалабада у поддерживаемых Советским Союзом вооружённых сил Афганистана весной 1989 года. Переход от тактики партизанской войны к широкомасштабным военным операциям не дал ожидаемых результатов, поскольку моджахеды не имели возможности захватить крупный город. Однако, руководство вооружённых сил Пакистана намеревалось установить в Афганистане дружественное правительство с временной столицей в Джелалабаде, где Абдул Расул Сайяф должен был стать премьер-министром, а Гульбеддин Хекматияр — министром иностранных дел.
Вопреки ожиданиям Пакистана, сражение за Джелалабад показало, что афганская армия может сражаться без советской помощи, что значительно повысило популярность действующего правительства. Моральный дух моджахедов, участвовавших в нападении, упал, и многие местные военачальники, воевавшие под руководством Хекматияра и Сайяфа, заключили перемирие с правительством. По словам бригадного генерала Межведомственной разведки Мохаммада Юсефа «джихад [имея в виду планы по назначению Хекматияра премьер-министром] так и не оправился после Джелалабада». В результате этой неудачи Хамид Гуль был уволен премьер-министром Пакистана Беназир Бхутто и заменён Шамсуром Рахманом Каллу, который проводил более традиционную политику поддержки повстанцев, сражающихся в Афганистане.

### Внутренняя политика
В 1988 году генерал Хамид Гуль тайно помог создать правоцентристскую консервативную коалицию «Ислами Джамхури Иттехад», которая конкурировала с Пакистанской народной партией. Затем, Хамид Гуль признался в том, что организовал создание «Ислами Джамхури Иттехад» в различных интервью, за которые его жестко осудили в одной из редакционных статей крупной пакистанской газеты. В этой статье Хамида попросили принести извинения перед Пакистанской народной партией за этот факт, а также за то, что «Ислами Джамхури Иттехад» не смогла поддерживать большинство в две трети в парламенте, после прекращения поддержки со стороны разведки.

### Кашмир и Индия
Согласно мнению индийского журналиста Б. Рамана, Хамид Гуль активно поддерживал повстанцев Халистана: «Когда Беназир Бхутто стала премьер-министром в 1988 году, Гуль оправдывал поддержку этих повстанцев как единственный способ предотвратить новую индийскую угрозу территориальной целостности Пакистана. Когда она попросила его прекратить разыгрывать эту карту, он ответил ей, что устроить дестабилизацию в Пенджабе равносильно тому, что у пакистанской армии есть дополнительные дивизии для налогоплательщиков без каких-либо затрат». Раман добавил: «Гуль решительно выступал за поддержку местных кашмирских группировок, но был против проникновения пакистанских и афганских наёмников в Джамму и Кашмир».

### Панисламизм
Межведомственная разведка под командованием генерала Ахтара Абдура Рахмана начинала осуществлять деятельность за пределами региона, например, устанавливая контакты с такими группировками джихада, как «Абу Сайяф» на Филиппинах, но именно при правлении Хамида Гуля начинался этот панисламистский разворот, так как он хотел создать исламскую коалицию стран под руководством Пакистана против Индии, и по его собственным словам, «стратегическую концепцию глубины, которая бы связывала Пакистан, Иран, Турцию и Афганистан в союз», который «был бы украшен драгоценными камнями кинжалов Моголов, направленным на сердце индусов». Хамид Гуль призывал к независимости мусульманских общин по всему миру, таких как эритрейцы, босняки, рохинджа, узбеки и уйгуры.
Пакистанский журналист Аббас Насир комментировал позицию панисламизма следующим образом: «я мечтаю, что приверженность джихаду (исламской революции), выходящему за пределы национальных границ, приведёт к тому, что зелёный исламский флаг будет трепетать не только над Пакистаном и Афганистаном, но и над территориями, представленными республиками Центральной Азии (бывшего Советского Союза)».

## Последствия Афганской войны
Хамид Гуль тесно сотрудничал с ЦРУ во время советского вторжения в Афганистан, когда он был главой Межведомственной разведки. Однако, в 1989 году у него изменилось отношение к Соединённым Штатам Америки после того, как они отвернулись от Афганистана после вывода советских войск. Хамид Гуль был удивлён, когда США стали вводить против Пакистана экономические и военные санкции за его секретную ядерную программу. Затем генерал Гуль заявил, что «исламский мир должен объединиться, чтобы противостоять США в их так называемой Войне с терроризмом, которая на самом деле является войной против мусульман. Давайте уничтожать американские войска, где бы они не находились».
В 1993 году Хамид Гуль лично встретился с Усамой бен Ладеном и отказывался называть его террористом до тех пор, пока не будут предоставлены неопровержимые доказательства, связывающие его с предполагаемыми террористическими актами. Спустя всего несколько дней после террористических актов 11 сентября 2001 года Хамид Гуль заявил, что эти нападения были «организованы внутри страны».

## Выход на пенсию
Писатель Захид Хуссейн в своей книге «Frontline Pakistan» написал, что генерал Хамид Гуль и бывший командующий армией генерал Аслам Бек принимали участие в исламской конференции «Дарул Улум Хаккания» 9 января 2001 года, проходившей недалеко от Пешавара, в которой также приняли участие 300 лидеров различных исламских организаций. На собрании было объявлено о религиозной обязанности мусульман всего мира защищать правительство Исламского Эмирата Афганистан и саудовца Усаму бен Ладена, которого они называли «великим мусульманским воином».
12 марта 2007 года Хамид Гуль митинговал вместе с активистами либерально-демократических партий и бывшими высокопоставленными офицерами армии против режима генерала Первеза Мушаррафа. Хамида Гуля пытались арестовать спецназовцы на митинге возле Верховного суда в Исламабаде, где он протестовал против попыток уволить председателя Верховного суда Ифтихара Мухаммеда Чоудхри. Затем, Гуль выступил против восстановленного в должности председателя Верховного суда после того, как тот позволил Мушаррафу участвовать в выборах в военной форме.
Через несколько дней после взрывов в Карачи Беназир Бхутто в письме к президенту Первезу Мушаррафу, написанном 16 октября 2007 года, назвала Хамида Гуля одним из четырех человек, включая действующего начальника разведывательного управления Ияза Шаха, главного министра Пенджаба Чоудхри Перваиза Элахи, главного министра Синда Арбаба Гулама Рахима, подозреваемым в организации этого теракта. Хамид Гуль последовательно отвергал эти обвинения, но 4 ноября 2007 года был арестован военной полицией в Исламабаде после объявления режима чрезвычайного положения президентом Первезом Мушаррафом.
Хамид Гуль признал свою принадлежность к группировке «Уммах Тамир-и-Нау». Правительство США предложило имя Хамида Гуля в списке из 4 бывших офицеров Межведомственной разведки для включения в список международных террористов, который был отправлен Генеральному секретарю ООН, но Китай воспользовался правом вето.
В 2008 году высокопоставленный чиновник в министерстве иностранных дел Пакистана сообщил Хамиду Гулю, что тот был включен в американский контрольный список «международных террористов». Ему показали документы из США, в которых были подробно изложены несколько обвинений против него, в том числе в том, что он связан с «Аль-Каидой» и «Талибаном». Хамид Гуль отвергал обвинения в международном терроризме. 14 декабря 2008 года президент Пакистана Асиф Али Зардари в интервью журналу «Newsweek» назвал Хамида Гуля «политическим идеологом» террора, а не фактическим сторонником терроризма. «The Daily Telegraph» после гибели Усамы бен Ладена процитировало заявление Хамида Гуля о том, что США убили бен Ладена в Афганистане и перевезли тело в Абботтабад, чтобы унизить Пакистан.

## Смерть
Хамид Гуль перенес геморрагический инсульт и скончался 15 августа 2015 года в городе Мурри. Согласно сообщениям, ранее он страдал от артериальной гипертензии и головных болей. Свои соболезнования высказали премьер-министр Наваз Шариф, начальник штаба сухопутных войск Рахиль Шариф и другие высокопоставленные должностные лица. Хамид Гуль был похоронен на армейском кладбище в Уэстридже, Равалпинди.
Хамид Гуль владел частью Берлинской стены, которая была подарена ему правительством ФРГ за «нанесение первого удара» по Советскому Союзу.

## Книги
- «Īfāʼe ʻahd» (ايفائے عهد), ʻIlm va ʻIrfān Publishers, 2012.
- «Ek Janral se inṭarviyū» (ايک جنرل سے انٹرويو), ʻIlm va ʻIrfān Publishers, 2013.